# Leptosciarella subspinulosa
Leptosciarella subspinulosa är en tvåvingeart som först beskrevs av Edwards 1925.  Leptosciarella subspinulosa ingår i släktet Leptosciarella, och familjen sorgmyggor. Arten är reproducerande i Sverige.